# 虞槃
虞槃，字仲常，一字德常，又字叔当，元朝抚州崇仁人，虞汲的儿子，虞集的弟弟。
虞槃年轻时与虞集都受家学影响，再跟随吴澄游学。元仁宗延祐五年（1318年）中第进士，授吉安永丰县丞，为父亲守孝期满，改任湘乡州判官。决狱明察聪敏。有巫师被长官所信任，暗中谋划起事，虞槃察觉将其捕治，官民都信服他。任满，担任嘉鱼县尹，命令下达时已经去世。虞槃年幼读柳宗元《非国语》，以为柳宗元之说也不对，于是著有《非非国语》，时人称他有见识。